# ASKÖ Irschen
Der Sportverein ASKÖ Irschen, kurz ASKÖ Irschen, ist ein Fußballverein aus der Kärntner Gemeinde Irschen. Der Verein gehört dem Kärntner Fußballverband (KFV) an und spielt seit der Saison 2014/15 in der 1. Klasse A, der sechsthöchsten Spielklasse.

## Geschichte
Der SV ASKÖ Irschen wurde 1954 gegründet. Irschen spielte ab 1978 in der Kärntner Liga, der höchsten Spielklasse des Bundeslandes. In der Saison 1983/84 nahm der Verein erstmals am ÖFB-Cup teil, in dem er in der ersten Runde auf den Zweitligisten Wolfsberger AC traf, den er mit 1:0 besiegte. In der zweiten Runde spielte er gegen den Bundesligisten Grazer AK, gegen den er aber ohne Chance war und 6:1 verlor. 1988 stieg Irschen wieder in die Unterliga ab. Nach nur einer Spielzeit folgte 1989 wieder der Aufstieg in die Landesliga, ehe der Verein 1990 endgültig aus der Landesliga abstieg, in die er bis heute nicht mehr aufstieg.
In der Saison 2006/07 stieg Irschen aus als Vorletzter aus der Unterliga in die sechstklassige 1. Klasse ab. In der Saison 2007/08 konnte der Verein aber als Meister der Gruppe A in der 1. Klasse direkt wieder in die Unterliga aufsteigen. Die Saison 2008/09 beendete der Verein als Zehnter in der fünfthöchsten Spielklasse. In der Spielzeit 2009/10 war ASKÖ Irschen allerdings nicht konkurrenzfähig, hatte mit den wenigsten erzielten und meisten kassierten Toren ein Torverhältnis von -69, gewann nur zwei Spiele und stieg folglich mit nur neun Punkten als abgeschlagener Tabellenletzter wieder in die 1. Klasse ab. Wieder in der 1. Klasse angekommen, belegte Irschen in der Saison 2010/11 den siebten Rang. 2011/12 wurde das Team Elfter.
In der Saison 2012/13 wurde ASKÖ Irschen hinter dem SV Sachsenburg Vizemeister der Gruppe A war somit für die Aufstiegsrelegation qualifiziert. In der Relegation traf das Team auf den ESV Admira Villach, gegen den es auswärts 2:2 spielte, zuhause mit 5:2 gewann und somit nach drei Spielzeiten wieder in die Unterliga aufstieg. Wie beim letzten Antreten war Irschen allerdings die Schießbude der Liga und kassierte 93 Gegentore bei nur 33 erzielten Treffern. Zwar erreichte die Irschener diesmal immerhin 15 Punkte, dies war natürlich dennoch viel zu wenig für den Klassenerhalt und so stieg der Verein 2014 nach einer Saison wieder in die 1. Klasse ab, in der er seither spielt.